# Stazione di La Giustiniana
La stazione di La Giustiniana è la fermata ferroviaria a servizio dell'omonima zona del comune di Roma. La fermata è ubicata lungo la ferrovia Roma-Capranica-Viterbo ed è servita dai treni regionali della linea FL3.

## Storia
La fermata di La Giustiniana venne attivata fra il 1972 e il 1983.

## Strutture e impianti
La fermata dispone di un fabbricato viaggiatori, che ospita le banchine coperte e la biglietteria automatica.
È dotata di due binari passanti utilizzati per il servizio viaggiatori.

## Servizi
La fermata, gestita da RFI che la considera di categoria silver, dispone di:
- Biglietteria automatica

## Interscambi
- Fermata autobus ATAC e COTRAL

## Movimento
La fermata è servita dai treni regionali della linea FL3.